# Lütispitz
Der Lütispitz ist ein Berg im westlichen Alpstein im Schweizer Kanton St. Gallen. 

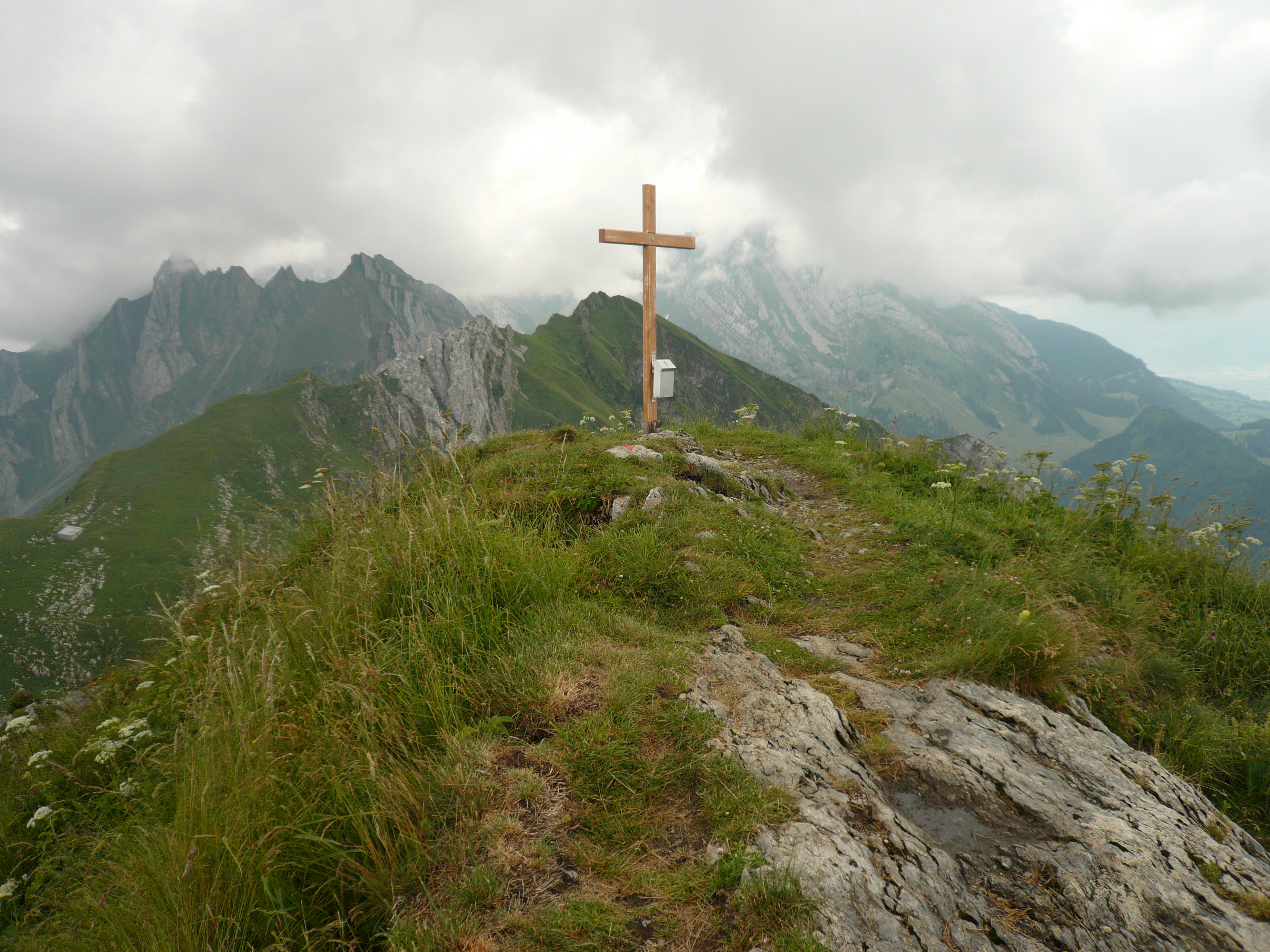
Gipfel des Lütispitz

Ein von West nach Ost verlaufender Grat bildet an seinem östlichen Ende auf 1987 m ü. M. Höhe den Gipfel, weiter westlich sind die Berge deutlich niedriger. Über den Gipfelgrat verläuft die Grenze der Gemeinden Wildhaus-Alt St. Johann (südlich) und Nesslau (nördlich). Auf dem Gipfel steht ein Kreuz mit Gipfelbuch. Der Lütispitz ist vollständig mit Gras bewachsen. Südlich unterhalb des Lütispitzes liegt der Gräppelensee auf 1307 m ü. M.
Der einfachste Zugang erfolgt von Westen aus über den Windenpass (1630 m), der das Tal der Luteren im Norden mit dem der Säntisthur im Süden verbindet.